# ۱۰۸۵ (میلادی)

## رویدادها
- ماه مه: زمین‌لرزه ارجان. در محرم ۴۷۸ زمین لرزه‌ای ارجان و مناطق پیرامون آنرا لرزاند. و سبب کشته شدن کسان بسیار و فرو ریختن مسجد جامع شد. انبوهی از مردم و احشام در زیر آوار ویرانی‌ها مدفون شدند. لرزه هم در خوزستان و هم در فارس حس شد.